# Chytranthus macrobotrys
Chytranthus macrobotrys là một loài thực vật có hoa trong họ Bồ hòn. Loài này được (Gilg) Exell & Mendonça mô tả khoa học đầu tiên năm 1954.